# Lovački zrakoplovi
Lovački zrakoplovi su borbeni zrakoplovi namijenjeni i opremljeni za presretanje i uništavanje protivničkih aviona, a koriste se i za pratnju i zaštitu vlastitih aviona od napada neprijateljskih. To su najčešće manji, okretni, brzi zrakoplovi kojima je zadatak osvajanje te održavanje zračne nadmoći, te sprječavanje djelovanja neprijateljskih lovaca i bombardera. 

## Povijesni razvoj
Prvi avion lovac bio je to britanski Vickers F.B.5, koji je sudjelovao u zračnim bitkama na francuskom dijelu ratišta u Prvom svjetskom ratu. Krajem Drugog svjetskog rata pojavili su se prvi mlazni lovci, pedesetih godina nadzvučni, s brzinom od oko 1 maha, a šezdesetih godina druga generacija lovaca, brzine do 2 maha i s delta-krilima.

## Podjela
Prema namjeni, lovački avioni mogu biti: 
-višenamjenski lovci,
-lovci presretači,
-lovci za zračnu nadmoć,
-lovci bombarderi izviđačko-lovački ili laki lovci.

## Opis
Zavisno od namjene, naoružani su najsuvremenijim vrstama naoružanja i opremljeni najmodernijim sredstvima za otkrivanje ciljeva, nišanjenje, otvaranje vatre i navigaciju. Uz lovačke avione idu i što efikasnija računala, jer borba u zračnom prostoru zahtijeva, osim otkrivanja i identifikacije cilja, i izbor najopasnijeg cilja, odgovarajuće naoružanje i taktiku, koja nalaže da se cilj napadne znatno prije nego što ga pilot ugleda. 
Kako za vrijeme tih radnji pilot mora i upravljati zrakoplovom, svi suvremeni lovci, kao sastavni dio opreme posjeduju HUD (Eng. "Head Up Display") -uređaj za projektiranje parametara u visini očiju.

## Poveznice
- Borbeni zrakoplovi